# Leigh-Allyn Baker
Leigh-Allyn Baker (Murray, Kentucky, 1973. március 13. –) amerikai színésznő.
Legismertebb alakítása Amy Duncan a Sok sikert, Charlie! című sorozatban. A Will és Grace című sorozatban is szerepelt.

## Pályafutása
Első komolyabb szerepei a Bűbájos boszorkák és a Will és Grace című sorozatokban volt. 2010 és 2014 között a Sok sikert, Charlie! című sorozatban szerepelt. 2015-ben szerepelt a Hajmeresztő nap című filmben. 2016-ban a Wish for Christmas című filmben szerepelt.

## Magánélete
Férje Keith James Kauffman. Két gyermekük született. Az idősebb gyereküknél dyspraxiát diagnosztikáltak.

## Filmográfia

### Filmek
| Év   | Magyar cím                                  | Eredeti cím                        | Szerep                                 | Magyar hang    |
| ---- | ------------------------------------------- | ---------------------------------- | -------------------------------------- | -------------- |
| 2019 |                                             | Misfits                            | Roxy Gaines                            |                |
| 2018 |                                             | Running from My Roots              | Vanessa Reynolds                       |                |
| 2017 | Koppints, és kavarj                         | Swiped                             | Leah Singer                            |                |
| 2017 |                                             | Camp Cool Kids                     | Taryn                                  |                |
| 2016 |                                             | Wish for Christmas                 | Elizabeth MecLaren                     |                |
| 2016 |                                             | Little Savages                     | Jackie                                 |                |
| 2015 | Hajmeresztő nap                             | Bad Hair Day                       | Liz Morgan                             | Vándor Éva     |
| 2011 | Sok sikert, Charlie: A film – A nagy utazás | Good Luck Charlie, It's Christmas! | Amy Duncan                             | Vándor Éva     |
| 2004 |                                             | The Crux                           | nő a logó kötélen                      |                |
| 2000 |                                             | Very Mean Men                      | Mary                                   |                |
| 1999 |                                             | A Wake in Providence               | Connie                                 |                |
| 1997 | Szilikon völgy                              | Breast Men                         | beteg, akiből implantátumot vesznek ki |                |
| 1997 |                                             | Swing Blade                        | Lauranne                               |                |
| 1997 |                                             | Inner Shadow                       | Gaika                                  |                |
| 1995 | Gyilkos kobold 3.                           | Leprechaun 3                       | Pincérnő                               | Balogh Cecília |
| 1994 | Zsugorfejek                                 | Shrunken Heads                     | Mitzi                                  | Dudás Eszter   |

### Televíziós szerepek
| Év                   | Magyar cím                          | Eredeti cím                      | Szerep                           | Megjegyzések                                                                       |
| -------------------- | ----------------------------------- | -------------------------------- | -------------------------------- | ---------------------------------------------------------------------------------- |
| 2019                 | Nap, homok és életmentés            | 'Malibu Rescue                   | Dylan anyja                      | 1 epizód                                                                           |
| 2017–2021            | Mickey és az autóversenyzők         | Mickey Mouse Mixed-Up Adventures | további hang                     | 12 epizód                                                                          |
| 2017–2019            | Csillag kontra Gonosz Erők          | Star vs. the Forces of Evil      | unikornis (hang)                 | 5 epizód                                                                           |
| 2017                 |                                     | Real Rob                         | Mrs. Betty                       | 1 epizód                                                                           |
| 2017                 |                                     | Battle of the Network Stars      | önmaga                           | 1 epizód                                                                           |
| 2016                 |                                     | Roommates                        | Mrs. Campbell                    | 1 epizód                                                                           |
| 2014–2016            | A 7T                                | The 7D                           | Bűbáj királynő, Aranyfürt (hang) | mellékszereplő magyar hangja Vándor Éva (Bűbáj királynő) Laudon Andrea (Aranyfürt) |
| 2014                 | Az eb és a web                      | Dog with a Blog                  | Cheri                            | 1 epizód                                                                           |
| 2013–2016            | Jake és Sohaország kalózai          | Jake and the Never Land Pirates  | Coralie hercegnő (hang)          | 9 epizód                                                                           |
| 2011                 | A Madagaszkár pingvinjei            | The Penguins of Madagascar       | Bella Bon Bueno, nő (hang)       | 2 epizód                                                                           |
| 2011                 |                                     | So Random!                       | önmaga                           | 1 epizód                                                                           |
| 2010–2014            | Sok sikert, Charlie!                | 'Good Luck Charlie               | Amy Duncan                       | főszereplő magyar hangja Vándor Éva                                                |
| 2008                 |                                     | 12 Miles of Bad Road             | Marilyn Hartsong                 | főszereplő                                                                         |
| 2008–2009            | Hannah Montana                      | Hannah Montana                   | Mickey                           | 2 epizód                                                                           |
| 2007–2011            | Vissza a farmra                     | Back at the Barnyard             | Abby, Etta (hang)                | főszereplő                                                                         |
| 2007                 | A nevem Earl                        | My Name is Earl                  | Nicole Moses                     | 1 epizód                                                                           |
| 2007                 |                                     | In Case of Emergency             | Maureen                          | 5 epizód                                                                           |
| 2006                 | Amerikai fater                      | American Dad!                    | Margie (hang)                    | 1 epizód                                                                           |
| 2006                 | Férjek gyöngye                      | The King of Queens               | Jessica                          | 1 epizód                                                                           |
| 2006                 | Doktor House                        | House                            | Claire                           | 1 epizód                                                                           |
| 2005                 | Boston Legal – Jogi játszmák        | Boston Legal                     | Frannie Huber                    | 1 epizód                                                                           |
| 2005                 | Las Vegas                           | Las Vegas                        | Charlene                         | 1 epizód                                                                           |
| 2003                 | Azok a 70-es évek show              | 'That 70s Show                   | Debbie rendőr                    | 1 epizód                                                                           |
| 2002                 | Igen, drágám!                       | Yes, Dear                        | Stacey                           | 1 epizód                                                                           |
| 2001                 |                                     | The Geena Davis Show             | Miss Susie                       | 1 epizód                                                                           |
| 2000                 | A kiválasztott – Az amerikai látnok | Early Edition                    | Kate O'Rourke                    | 1 epizód                                                                           |
| 1999                 |                                     | Family Law                       | Laurie Carrigalo                 | 1 epizód                                                                           |
| 1998–1999            | Bűbájos boszorkák                   | Charmed                          | Hannah Webster                   | mellékszereplő magyar hangja Árkosi Kati                                           |
| 1998–2006, 2017–2020 | Will és Grace                       | Will & Grace                     | Ellen                            | mellékszereplő                                                                     |
| 1997                 |                                     | Fired Up                         | Janet                            | 1 epizód                                                                           |
| 1996                 |                                     | The Last Frontier                | Joy Garfield                     | 2 epizód                                                                           |
| 1996                 |                                     | Almost Perfect                   | Gina                             | 1 epizód                                                                           |